# Джангарчи

Памятник джангарчи Ээлян Овла в парке «Дружба», Элиста, Калмыкия. Поющий джангарчи изображён в характерной позе, которая называется «сидя на коленях» (ӨВГЛӘД)

Джангарчи́ (калм. Җанhрч; монг. жангарч) — калмыцкий рапсод, народный сказитель и исполнитель калмыцкого эпоса «Джангар». Джангарчи сыграли значительную роль в сохранении и передаче калмыцкого эпоса.

## История
Исполнение эпоса «Джангара» народными калмыцкими певцами-джангарчи стало изучаться с начала XIX века. Одну из самых первых песен о Джангаре и легенду о джангарчи опубликовал Б. Бергман. Бергманн отмечал в своих записях, что на Волге можно найти пятьсот сказителей «Джангара».
В 1855 году российский монголовед А. А. Бобровников перевёл на русский язык одну из песен «Джангара». В 1908 году калмыцкий учёный и общественный деятель Номто Очиров записал первый цикл из десяти песен. Эти записи исследовал учёный В. Л. Котвич, который в ходе этнографической экспедиции лично посетил известного джангарчи того времени Ээляна Овла.

### Процесс обучения
В своём большинстве джангарчи были выходцами из простого сословия. Во время своих выступлений в улусах джангарчи подбирали себе талантливых учеников, которым передавали своё искусство. Овладение искусством пения и пересказа «Джангара» начиналось, как правило, с раннего детства у старших сказителей. К подростковому возрасту будущий джангарчи усваивал репертуар своего учителя. Согласно Б. Владимировцова ученик первоначально усваивал практическую, а затем — теоретическую схему эпоса. Во время обучения весь текст эпоса разделялся на составные части (главная часть, второстепенная и побочная). Ученик изучал традиционные «общие» схемы, потом овладевал изобразительными приёмами:

«При хорошей памяти, любви и вдохновении, которое в этом деле особенно ценится, молодой человек может очень быстро, следуя указаниям наставника, научиться петь, и петь недурно большую героическую эпопею».

Первоначально ученик во время процесса обучения исполнял «Джангар» в кругу своих сверстников под руководством своего учителя. После некоторого овладения искусством происходил своего рода экзамен перед авторитетными знатоками при стечении слушающей публики. В случае прохождения публичного испытания певец получал своего рода благословение от своего учителя, право называться джангарчи и заниматься профессиональной певческой деятельностью.

## Исполнение
Исполнению «Джангара» приписывалось магическое значение. Существовали неписаные правила, которым должен был следователь джангарчи. В частности, запрещалось исполнять эпос за один сеанс, не полагалось петь ради праздного любопытства, днём (эпос исполнялся только вечером) и во время весёлых праздников. Нарушение этих основных правил, по мнению джангарчи, могло привести его к внезапной смерти. В. Котвич упоминает, что ему удалось только после долгих переговоров исполнить днём одну из песен эпоса, чтобы записать её из уст джангарчи Ээлян Овла.
Песни «Джангара» передавались устным способом. Этнограф П. И. Небольсин писал об исполнении эпоса народными калмыцкими сказителями:

«На их исполнение требуется много дней, ибо они слишком большие по объёму. „Джангар“ передаётся из поколения в поколение, изустно, не через письмо. Песни эпоса исполняются речитативом под аккомпанемент домбры или их сказывают как историческое предание. Сказители эпоса — это люди, странствующие по разным местам из аймака в аймак. Эту эпопею исполняют перед слушателями во время длинных зимних вечеров».

Считается, что калмыцкий эпос подвергся в XVI—XIX вв. постепенным изменениям в устах джангарчи, которые часто изменяли некоторые части песен, подстраивая их под своё исполнение. В памяти сказителя хранился стандартный набор сюжетов, стилистических и композиционных приёмов, которые использовались при каждом индивидуальном исполнении в различной форме. В зависимости от степени личного творчества над текстом эпоса различают три сказительные школы, которым следовали джангарчи:
- к первой школе относились джангарчи, которые старались хранить и исполнять полученный ими калмыцкий эпос в неизменном, дословном состоянии. Для джангарчи этой школы эпос обладал сакральностью, поэтому они пытались хранить его в первозданном виде. Точное воспроизведение текста, к которому стремились сказители этой школы не означало дословного повторения выученного наизусть текста, а допускало определённое вариантное исполнение и варьирование. К этой школе принадлежал Ээлян Овла.
- ко второй школе принадлежат джангарчи, которые усваивали только общий «остов» эпоса. Путём отбора «типических» мест эпоса и свободного создания «переходных», эти джангарчи создавали свой собственный текст, который продолжался ими совершенствоваться;
- третья школа характеризовалась постоянной импровизацией. Напоминая джангарчи второй школы, сказители этой школы также использовали сюжетную схему, но при этом не вырабатывали постоянного собственного текста, каждый раз в зависимости от обстоятельств меняли его, применяя в сказании многообразный арсенал образов, эпизодов, сказительных формул, которыми они владели. К этой школе принадлежал джангарчи Мукебюн Басангов.

Несмотря на самостоятельное творчество джунгарчи, в исполнении эпоса оставалась неизменной система стихосложения и метод его исполнения. Джангарчи соблюдали при исполнении песен приёмы и средства художественного изображения. Они использовали сравнения, гиперболы, символы и параллелизмы. В своих песнях джангарчи старались изображать героев эпоса с точки зрения народного идеала.
Исполнение «Джангара» сопровождалось под аккомпанемент музыкальных инструментов хуура и ятха. В отдельных случаях песни исполнялись без музыкального сопровождения, речитативно, напевно. Каждый исполнитель отличался своейственной только ему манерой исполнения.
В XX веке творческая сторона эпической традиции заметно ослабла. Когда «Джангар» закрепился в письменных источниках, личное творчество джангарчи перестало влиять на состав эпоса. Джангарчи перестали вольно интерпретировать сюжеты эпоса и стали исполнять песни таким образом, как заучили эпос у своих предшественников. Возникла школа джангарчи Ээляна Овла, которой следовали поздние исполнители.
В 1910 году учёный В. Л. Котвич, совершив научную экспедицию в Калмыкию, оставил запись об характере исполнения песен Ээляном Овла:

«Мелодия была довольно однообразная… Она крепко врезалась мне в память, но, не обладая музыкальными способностями, я лишён возможности дать ей надлежащую характеристику».

Сохранилась небольшая фонографическая запись, сделанная В. Л. Ковичем и характеризующая исполнение Ээляна Овла следующим образом:

«Начало мелодии совпадает с началом определённой строфы, оно связано с членением песни в смысловом отношении, и эта „заунывная нота“ обычно не совпадает с начальным слогом первого слова строфы, а звучит как некий сигнал о предстоящем исполнении песни или возобновлении пения после паузы. Речитатив Овла, если сравнить с исполнением других рапсодов, не производит впечатления быстрого, он ритмично равномерен во всех его частях, за исключением несколько растянутого начала и редко окончания».

В 1920-х годах устное исполнение «Джангара» стало ослабевать. Этнограф Б. Я. Владимирцов заметил, что «Джангариада стала умирать в калмыцких степях. Все теперь там знают о Джангаре, слыхали кое-что о его богатырях, но очень трудно в настоящее время найти не только хорошего джангарчи, но просто знающего более или менее всю поэму».

## В настоящее время
В первой половине XX века устная традиция исполнения «Джангара» среди калмыков постепенно стала угасать. В 1939 году этнографы выявили джангарчи Мукебюна Басангова. На дальнейший упадок искусства джангарчи большое влияние оказала сталинская депортация калмыков. Сегодня творчество джангарчи среди российских калмыков находится почти в полном забвении. В некоторых сельских калмыцких школах существуют кружки для детей, где изучается искусство джангарчи. Сегодня по всей Калмыкии только несколько человек владеют мастерством джангарчи. Наиболее заметное влияние творчества джангарчи на калмыцкую культуру сохранилось только среди синьцзянских калмыков; одним из старейших синьцзянских джангарчи на сегодняшний день является Ж. Жууна.

### Известные джангарчи
Этнографы часто не записывали имена джангарчи, и лишь изредка фиксировали их биографические данные.
| - Овла Ээлян (1857—1920). - Мукебюн Басангов (1878—1944); - Бадмин Менкенасан (1879—1944); - Дава Шавалиев (1884—1959); - Насанка Балдыров (1888—1971); - Муушка Дорджиев (1889—1982); | - Анджука Козаев (1890—1924); - Телтя Лиджиев (1906—1970); - Церен Адучиев (1919—1990); - Николай Оргаев (1920—1996); - Няямн Джукаев (1921—1997); - Жууна Жавын (Синьцзян, 1925—2015); | - Улюмджи Бадмаев (1928—2010); - Владимир Каруев (род. 1957); - Канур Лиджиев; - Поврам Санджи Бока; - Михаил Манджиев. |

## Память
- Джангарчи Ээлян Овла посвящён памятник, установленный в элистинском парке «Дружба».
- В честь народных калмыцких сказителей названа улица в Северо-Западном районе Элисты.

## Источник
- История калмыцкой литературы // Дооктябрьский период. — Элиста: Калмыцкое книжное издательство, 1981. — Т. 1. — С. 160 - 170.
- Bergmann B. Nomadische unter den Kalmüken/ Bd. II, Riga, 1804, стр. 205—211; Bd. IV, Riga, 1805, стр. 181—214;
- Биткеев Н. Ц. Поэтическое искусство джангарчи, Элиста, 1982 г.
- К вопросу о ранних записях «Джангара», Учёные записки, КНИИЯЛИ, вып. 7, серия филологическая, Элиста, 1969 г.
- Котвич В. Л. Джангариада и джангарчи// Филология и история монгольских народов. Памяти академика Б. Я. Владимировцова, М., 1958, стр. 96 — 199
- Кычанов Е. И. Легенда о джангарчи и её вероятные традиционные истоки// «Джангар» и проблемы эпического творчества тюрко-монгольских народов. Тезисы, Элиста, 1978
- Овалов Э. Б. Легенда о «Джангаре» в записи Б. Бергманна// Типологические и художественные особенности «Джангара», Элиста, 1978
- Небольсин П. Очерки быта калмыков Хошеутского улуса, СПб, 1852 г.
- Ээлəн Овлан репертуарин дуудын оршл нег ижл орм болж гиж, Б. Я. Владимирцовин келснлə зөвшəрх кергтə (Б. Я. Владимировцов, О «Джангаре»), Элиста, 1967.
- Дорджин Б. Җанhрч (Баснга Мүкөвүнə 90 насид.)// Теегин герл, 1968, № 4, стр.29 — 31
- Кичиков А. Ш. Великий джангарчи Ээлян Овла//Учёные записки Калмыцкого НИИЯЛИ. Серия филологии. — Вып. 5, Элиста, 1967
- Монгольско-ойратский героический эпос. Перевод, вступительная статья и примечание Б. Я. Владимировцова, М., 1923 г, стр. 16 — 22.
- Манджиева Б. Б. Эпический пролог «Джангара» как константа, Вестник КИГИ РАН, Элиста, 2001, стр.71 — 73, ISBN 5-7102-0390-2